# Les Sorinières
Les Sorinières é uma comuna francesa na região administrativa do País do Loire, no departamento de Loire-Atlantique. Estende-se por uma área de 13.02 km². Em 2010 a comuna tinha 8 825 habitantes (densidade: 677,8 hab./km²).